# Virtuelle Nation

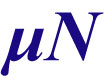
„mikro-N“, eine zeitweise verbreitete Kurzschreibweise in virtuellen Nationen

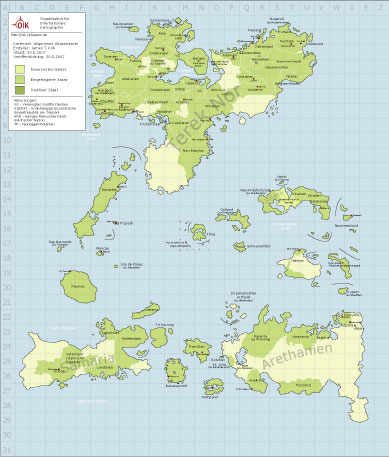
Die „Weltkarte“ der OIK

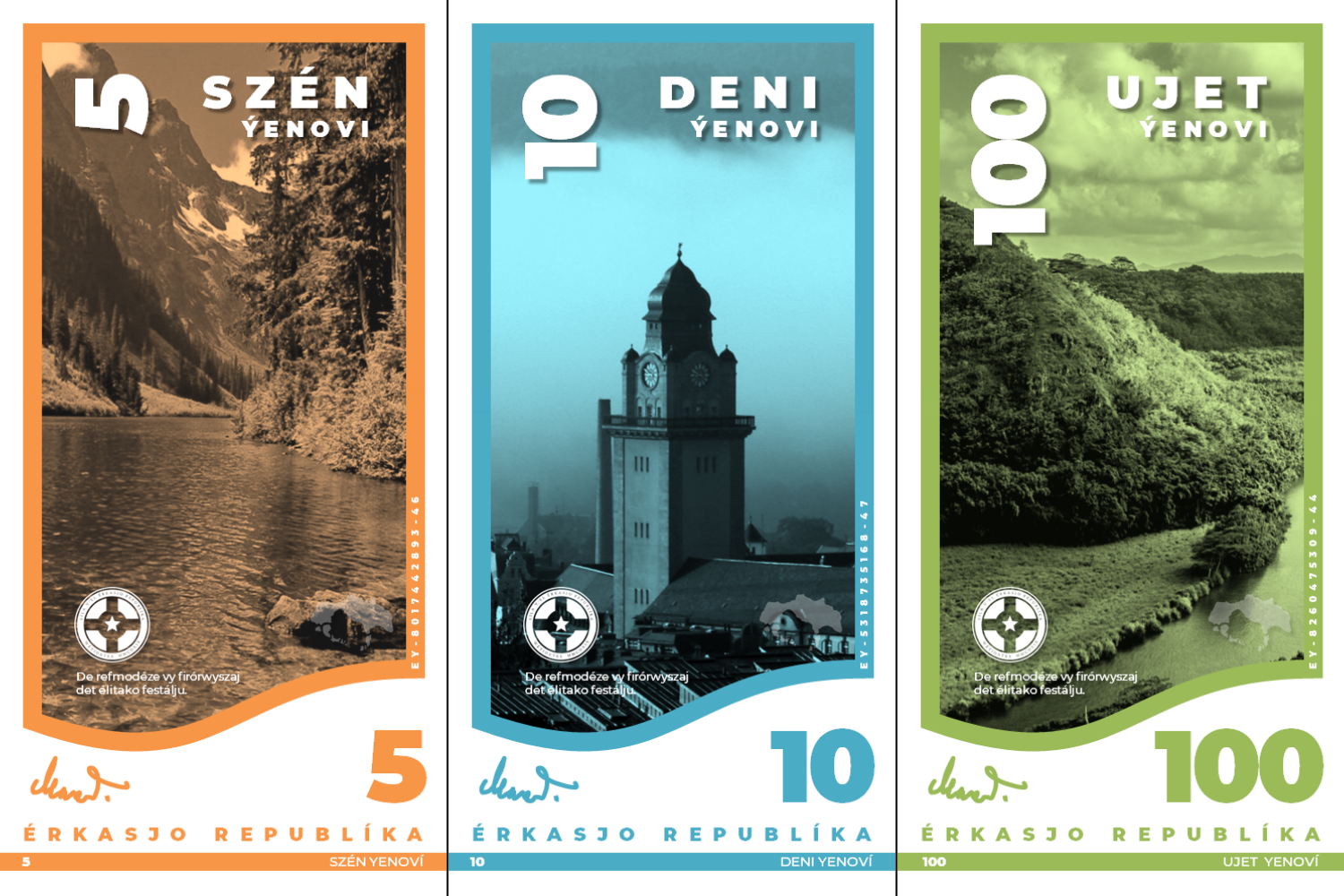
Fiktive Geldscheine aus virtuellen Nationen (Erkassische Republik, IAVN Ultos)

Eine virtuelle Nation ist die Simulation eines Staatsmodells im Internet als Projekt von Internetnutzern. Hierbei wird versucht, selber einen Staat zu gründen und ihn mit Mitspielern zu betreiben. Es wird neben Politik und Wirtschaft auch das ganz normale Leben simuliert. Die virtuellen Nationen verstehen sich als fiktiv und erheben keine Ansprüche auf reales Land.

## Begriff
Virtuelle Nationen bezeichnen sich selbst oft als „Mikronationen“ (oder engl. Micronation). Weitere Bezeichnungen sind Webstaat, Cybernation und virtueller Staat. Gebräuchlich ist innerhalb der Szene außerdem die Abkürzung MN oder µN.
Der Begriff Mikronation wird jedoch teilweise auch für staatsähnliche Gebilde der Realwelt benutzt, die das Internet lediglich nutzen, um ihre Ansprüche auf Anerkennung öffentlich geltend zu machen.

## Grundkonzept
Eine virtuelle Nation ist der Versuch, einen Staat über das Internet zu simulieren. Virtuelle Nationen erheben allgemein keinen Anspruch auf reales Staatsgebiet, sondern verstehen sich als vollkommen virtuell. Es werden staatliche Strukturen inklusive Regierungs- und Rechtssystem aufgebaut und eine fiktive Geographie und Kultur erdacht. Das gesamte Spiel findet auch in den Köpfen der Spieler beziehungsweise in Foren und auf den Websites des Staates, der Firmen, Parteien, Vereine etc. statt. Dies kann im Prinzip beliebig komplex sein. Eine virtuelle Nation kann ein Einzelprojekt sein, wird aber im Allgemeinen von mehreren „Staatsbürgern“ gemeinsam realisiert, zumal Interaktion und Konkurrenz eine wichtige Triebfeder in der Dynamik einer virtuellen Nation sind. Die Spieler kennen sich meist untereinander nicht und stammen aus den verschiedensten Teilen der Welt oder zumindest aus den verschiedensten Ecken eines Sprachraums, was einen zusätzlichen Reiz darstellen kann. Oft beteiligen sich Spieler aus mehreren Nationen oder die Regierungen mehrerer Staaten an gemeinsamen Projekten. Aus diesen entstehen etwa Landkarten der virtuellen Welt oder Nachschlagewerke wie das MNWiki.

## Entwicklung
Im deutschsprachigen Raum entstanden die ersten virtuellen Nationen Mitte der 1990er Jahre. Zu dieser Zeit stand – ganz im Zeichen des anbrechenden Internet-Zeitalters – die Kommunikation und Gemeinschaftsbildung mithilfe des neuen Mediums Internet im Mittelpunkt. Das Selbstverständnis als „Staat“ abseits der realen Welt war eine originelle Idee aus Selbstzweck. Im neuen Jahrtausend lässt sich eine zunehmende Tendenz weg vom „Community“-Konzept hin zum Rollenspiel feststellen. In zahlreichen Projekten verschwimmt die Grenze zwischen einer virtuellen Nation und einem Text-Rollenspiel. Obgleich im Allgemeinen nach wie vor das fiktive politische System im Mittelpunkt des Interesses steht, stecken hinter Begriffen wie „Ausgestaltung“ und „Simulation“ umfangreiche Bemühungen, alternative Welten inklusive fiktiver oder an die Realität angelehnter, Geschichte und Kulturen zu kreieren.
Eine Schlüsselrolle spielt in diesem Zusammenhang die Entwicklung, dass die größte deutsche virtuelle Kartenorganisation OIK Konkurrenz durch eine neue, Anfang 2005 gegründete zweite Organisation, die Graphein Foundation (GF), bekommen hat. Während sich die OIK traditionell auf die Anordnung der Mitgliedsstaaten auf einer simplen Karte beschränkt, arbeitete die GF (heute CartA) mit einer sphärisch konzipierten Karte, die geometrisch einer Weltkarte entspricht und auf der Kulturräume auf den Kontinenten verteilt sind. Eingetragen werden nur Staaten, die überzeugend einen realen Kulturraum simulieren und somit detailliert in die „GF-Welt“ eingegliedert werden können. Ab dem Ende der Nullerjahre ließ sich so eine weitgehende „Zweiteilung“ der MN-Gemeinde erkennen: Während die OIK-Fraktion offen organisiert ist und z. B. die auf der OIK ansässige internationale Organisation UVNO und das MN-Wiki grundsätzlich Staaten sowohl der OIK als auch der GF bzw. CartA offenstehen, beschränkten sich der mittlerweile aufgelöste Rat der Nationen und das Lexikon der Nationen auf Staaten von der GF-Karte. Zwar ist es prinzipiell für jeden Staat möglich, sich auf den Karten beider Organisationen eintragen zu lassen und so quasi parallel zweimal zu simulieren aber diese Option wird nur von einigen wenigen Staaten genutzt. 2008 schlossen sich die GF und AIC zusammen und gründeten die CartA. Der Versuch, OIK und CartA im Jahr 2015 zu einer Organisation zu fusionieren, schlug jedoch fehl.
Neben den genannten Organisationen begannen sich in den 2010er-Jahren weitere, nicht mit der OIK oder CartA in Zusammenhang stehende Organisationen zu gründen. In diesem Zusammenhang ist neben der Internationalen Assoziation Virtueller Nationen „Ultos“ v. a. das politische Browserspiel und Wirtschaftssimulation Ars Regendi zu nennen. Diese neuen Modelle unterscheiden sich in vielerlei Hinsicht vom von OIK und GF geprägten Konzept eines fiktiven Staates, weshalb diese Plattformen bevorzugt den Begriff „Virtuelle Nation“ (gegenüber dem traditionellen Begriff „Mikronation“) verwenden.

## Aufbau und Spielprinzip

### Technische Bestandteile

#### Das Forum
Ein wichtiger Bestandteil vieler virtuellen Nationen ist das Forum. Alle aktuellen und relevanten Geschehnisse und politischen Diskussionen finden hier statt. In deutschsprachigen Projekten wird zumeist die Foren-Software WoltLab Burning Board, seltener die Open-Source-Software phpBB verwendet. In nicht-deutschsprachigen Projekten wird anstelle des Forums mitunter auch eine Yahoo-Group verwendet.

#### Die Website
Auf der Website sind alle relevanten Informationen zu der jeweiligen virtuellen Nation zusammengefasst. Das sind auf der einen Seite virtuelle Daten wie zum Beispiel die Größe des Landes, die Zahl der Einwohner, Angaben über die politische Strukturierung des Landes, die Währung und weitere wichtige virtuelle Daten. Auf der anderen Seite werden auch reale Daten wie zum Beispiel die Zahl der Mitspieler, die von den Spielern gegründeten Vereine, Firmen oder Parteien, die Geschichte der virtuellen Nation und vieles mehr angegeben.
Diese Informationen dienen zum einen der Ausschmückung des Landes, zum anderen aber auch der Orientierung der Mitspieler. Durch kulturelle Vorgaben wird ein Rahmen für das „Gesicht“ des Landes geschaffen. Nicht alle Nationen haben eine Website, es gibt einige, meist noch sehr Junge, Staaten die nur aus einem Forum bestehen.

#### Die WiSim
Viele virtuelle Nationen bereichern das Spiel durch eine sogenannte Wirtschaftssimulation (WiSim). Als solche wird im Allgemeinen eine – wie ein Forum – serverseitige Software bezeichnet, die für die Bürger imaginäre Kontostände verwaltet. Komplexere Systeme ermöglichen außerdem das Betreiben eines simulierten Wirtschaftskreislaufes.

### Verfassung und Spielregeln
Es gibt keinen Staat ohne dort gültiges Recht. Deshalb braucht auch eine virtuelle Nation Grundregeln oder Gesetze, zumindest aber einige Spielregeln. Während die Spielregeln die Prinzipien definieren, nach denen das Spiel funktioniert (zum Beispiel Teilnahmebedingungen, Regeln bei der Simulation von Ereignissen, SimOn/SimOff-Trennung), kommen Verfassung und Gesetze innerhalb des Spiels durch die Gesetzgebung zustande. In einigen Staaten wird die Trennung von Spielregeln und SimOn-Gesetzen nicht konsequent eingehalten, zum Beispiel enthalten viele Verfassungen Regelungen über den Status der Mitspieler und Teilnahmeprozeduren.

### SimOn und SimOff
Da die meisten virtuellen Nationen großen Wert darauf legen, ein Land in einer imaginären Welt zu repräsentieren, wird oftmals das gesamte virtuelle Geschehen als Simulation bezeichnet. Da die Mitspieler in den jeweiligen Foren jedoch nicht ausschließlich auf Basis dieses Rollenspiels kommunizieren, wird der Informationsfluss in SimOn (also „Simulation an“) und SimOff („Simulation aus“) aufgeteilt.
SimOn ist das Spielgeschehen innerhalb der Simulation selbst, SimOff alle Gespräche über die reale Welt oder auch über den Rahmen, in der die Simulation betrieben wird. Diese – von vielen Mitspielern beim Schreiben in den Foren virtueller Staaten streng eingehaltene – Trennung soll hier anhand einiger Beispiele verdeutlicht werden:
|                              | ist SimOff              | ist SimOn                                                                      |
| Virtuelle Nation             | Projekt der Spielleiter | ein reales Land                                                                |
| Spielende Person             | Mitspieler              | Staatsbürger des Landes                                                        |
| Bereich „Parlament“ im Forum | Parlaments-Forum        | Saal im Parlamentsgebäude                                                      |
| Frankreich                   | ein Land                | nicht existent                                                                 |
| Napoleon                     | Französischer Feldherr  | nicht existent, bestenfalls als gleichnamige Person in einer virtuellen Nation |

Obwohl versucht wird, das Spielprinzip so weiterzuentwickeln, dass SimOff und SimOn möglichst konsequent getrennt werden, ist dies an einigen Stellen nicht komplett möglich. So werden z. B. Kartenorganisationen an der Schwelle von SimOn zu SimOff betrieben: Einerseits entsenden Mitgliedsstaaten Delegierte und betreiben nicht selten Machtpolitik im Rahmen von Kartenorganisationen, andererseits ist die Eintragung aus dem Nichts entstandener Länder auf einem beliebigen Ort auf einer Karte offensichtlich nicht realistisch und eindeutig eine SimOff-Maßnahme.

### IDs
Im komplexen, über Jahre hinweg erdachten Spielsystem wird eine fiktive Person, die von einem Mitspieler verkörpert wird, ID (für „Identität“) genannt. In rollenspielorientierten virtuellen Nationen ist es gestattet, dass ein Mitspieler zur Belebung der Spielpraxis und zur besseren Ausgestaltung mehrere IDs spielt. Da aber jeder Mitspieler z. B. bei Wahlen der Fairness halber nur eine Person repräsentieren soll, unterteilt man in Haupt-IDs und Neben-IDs. Im Allgemeinen darf jeder Mitspieler nur über eine (wahlberechtigte) Haupt-ID und über mehrere (nicht wahlberechtigte) Neben-IDs verfügen.
Eine ID wird zumeist umfangreich ausgestaltet. Spieler geben ihrer ID eine Geschichte und einen Lebenslauf, der oft auf einer persönlichen Website oder in einem offenen Nachschlagewerk wie dem MN-Wiki oder dem Lexikon der Nationen ähnlich wie bei realen Personen präsentiert wird. Fast immer werden IDs auch visuell dargestellt, indem man sich eine reale Person mit passendem Aussehen aussucht und ein Bild dieser als Avatar in den Spielforen nutzt.

## Umfang und Bedeutung
Die Spielgemeinde führt seit jeher ein Nischendasein. Über die Zahl der Mitspieler im deutschsprachigen Raum existieren keine verifizierten Daten. Jedoch lassen sich nach verschiedenen Anhaltspunkten Schätzungen anstellen: So sind beim Marktplatz der Mikronationen, einem Internetforum, das als Treffpunkt der Mitspieler aus den deutschsprachigen Mikronationen dient, etwa 600 Benutzer angemeldet (Stand 3/2010). Diese Zahl kann jedoch isoliert nicht als aussagekräftig gelten, da es einerseits zu Mehrfachregistrierungen kommt und die Website andererseits nicht die gesamte Spielgemeinde als Einzugsgebiet erreicht. Nach aktuellen Schätzungen (6/2018) sind rund 130 aktiv. Etwa 60–80 Mikronation bestehen derzeit. Teilweise sind diese jedoch inaktiv oder nicht auf einer Karte eingetragen.
Die Bedeutung des Phänomens Virtuelle Nationen ergibt sich primär aus der Tatsache, dass sie exemplarisch für die Konsequenzen der Entwicklung neuer Kommunikationsformen stehen, insbesondere des World Wide Web und speziell der Internetforen. So zeichnet sich die Internetkommunikation durch eine oberflächliche Anonymität aus, die es zur Regel macht, unter Pseudonymen aufzutreten; dies hat sich sowohl bei E-Mail-Adressen als auch in interaktiven Angeboten wie Webforen und sozialen Netzwerken durchgesetzt. Ein zweiter Kernaspekt ist die fehlende Örtlichkeit: Wo sich eine Person befindet, spielt in der Internetkommunikation keine Rolle. Außerdem gibt es für das Agieren im World Wide Web innerhalb gewisser Schranken keine beaufsichtigende Autorität, wie es ein Staat im realen Leben ist. Diese Aspekte – Anonymität, Nichtörtlichkeit und Anarchie – werden in einer virtuellen Nation konsequent ausgenutzt: Die Mitspieler geben sich eine fiktive Identität, schaffen einen fiktiven Ort und organisieren eine fiktive Staatsgewalt.
Am Rande haben Virtuelle Nationen auch eine Bedeutung als pädagogisches Konzept. So betrieb z. B. das SaarLernNetz, ein „Zusammenschluss von verschiedenen Bildungsanbietern zur Förderung des Lebenslangen Lernens“, von 2003 bis 2007 die Virtuelle Nation Königreich Anelka mit dem Ziel, „Spielmethoden im e-Learning zu testen“. Im Vergleich mit gewöhnlichen Onlinespielen böten Virtuelle Nationen „den Vorteil und Mehrwert eines breiteren Spektrums an Interaktions- und Handlungsfeldern“. Über das Projekt wurde im Nachrichtenmagazin Stern berichtet.

## Vielfalt der virtuellen Nationen

Flaggen einiger Staaten: Cuello, Cordanien, Gelbes Reich

Die Landschaft der virtuellen Staaten im deutschen Sprachraum ist sehr vielfältig. Neben der Freien Republik Laputa (online seit dem 17. Juni 1995) und dem Freistaat KLE gehört die Demokratische Union (früher Demokratische Union Ratelon) mit ihrer Existenz seit 1998 zu den ältesten noch aktiven Staaten. Insgesamt sind auf der OIK-Karte gegenwärtig ca. 30 Staaten eingetragen, auf der CartA ca. 50.
Prinzipiell kann man zwischen historischen virtuellen Staaten und aktuellen unterscheiden. Historische Mikronationen simulieren dabei das Leben und die Politik aus einer vergangenen Epoche als Startpunkt und spielen die Geschichte eigenständig weiter. Während das Römische Reich (z. B. Imperium Romanum) als Vorbild schon lange verwendet wird, erfreuen sich mittelalterliche virtuelle Staaten (z. B. Rollenspiel-Mittelalter) und die Simulation Mitteleuropas um 1870 (Imperial Age) erst seit dem Jahre 2005 einiger Beliebtheit. Es gibt auch weitere simulierte Epochen und Varianten. Der Kontakt zu Mikronationen der Jetzt-Zeit gestaltet sich durch den Zeitunterschied als schwierig und ist wenn, dann eher informell und außerhalb der Simulation.
Bei den virtuellen Staaten, die in der aktuellen Zeit spielen, herrscht eine große Vielfalt an politischen Systemen und Kulturen, obwohl viele Mikronationen dennoch eine „deutsche Kultur“ simulieren. Es gibt innerhalb der Jetzt-Zeit-Mikronationen diverse Tendenzen, die eine eindeutige Kategorisierung der Staaten erschwert. Oftmals sind auch Mischformen vorzufinden. So ist seit etwa 2002/2003 eine verstärkte Tendenz zur Kultursimulation beobachtbar, der bis heute anhält. Die virtuellen Staaten werden oft am Vorbild realer Kulturen ausgerichtet und teilweise in einen neuen Kontext gebracht. Auch hier findet sich eine recht starke europazentrische Ausrichtung. Als Beispiele für Kultursimulationen sind unter anderem das Gelbe Reich, Astor, Livornien, Futuna, und Turanien zu nennen.
Des Weiteren finden sich auch Simulationen, die einen Schwerpunkt auf Humor und Gesellschaftlichkeit legen; diese werden oft auch als „Spaßnation“ bezeichnet. Da es diesen Simulationen weniger auf Realismus ankommt und Interaktion auf „ernsthafter“ Basis mit solchen Staaten nur eingeschränkt möglich ist, stehen sie teilweise in der Kritik. Eine eindeutige Kategorisierung als „Spaßnation“ ist schwierig, Mischformen sind eher die Regel. Zu nennen wären das Königreich Pottyland, Bananaworld und Kaputistan. Nicht zu verwechseln mit Spaßnationen sind satirische Staaten, die ein reales, früher auch virtuelles Staatenvorbild satirisch umsetzen, so z. B. die Aggressive Diktatur Kling oder die Freie Republik Laputa (beide nicht mehr existent).
Auch gibt es Einschläge in den Fantasy- und Science-Fiction-Bereich, etwa wenn die Staaten ausgedehnte Weltraumprojekte simulieren, wie etwa im sozialistischen Tir na nÒg. Bei den politischen Systemen findet sich ein Spektrum, das den realen Systemen sogar nahekommt. Es gibt absolute Monarchien (z. B. Zedarien), konstitutionelle Monarchien (wie z. B. Dreibürgen, Livornien (de jure), Cranberra), parlamentarische Monarchien (z. B. Albernia), Republiken „nach westeuropäischem Vorbild“ (z. B. Astor, Dionysos, Fuchsen), Islamische Republiken (z. B. Vereinigte Islamische Republik) bis hin zu diktatorischen Bananenrepubliken (z. B. Stralien). Des Weiteren sind auch Räterepubliken (z. B.Irkanien) und sozialistische Systeme (z. B. Wolfenstein, SDR) zu finden. Theokratien (wie z. B. das Elkiasarische Konzil) waren bisher nicht längere Zeit beständig.
Die meisten Projekte bestehen nur sehr kurz. Zwar haben einige Projekte aus der Frühzeit der Mikronationen bis heute überlebt, die meisten Gründungen bestehen jedoch nur auf Zeit, da die bei der Gründung dominierenden Ideen nur Stoff für einen gewissen Zeitraum geben und die Aktivität der Mitspieler gewöhnlich nachlässt, wenn keine interessanten Geschehnisse mehr stattfinden, bei denen man interagieren kann. Somit kommt es zu einer Kettenreaktion, die viele Projekte früher oder später zum Erliegen kommen lässt. Wenn dieser Zustand über längere Zeit vorliegt, spricht man von inaktiven Staaten. Diese werden nach einer Vorwarnzeit von der zuständigen Kartenorganisation von ihrer Karte gelöscht.

## Auswahl internationaler Organisationen

OIK-Logo

### Cartographie-Assoziation
Die Cartographie-Assoziation (kurz CartA) entstand im Herbst 2008 durch die Fusion der Graphein Foundation (kurz: GF) und der Association Internationale de Cartographie (kurz: AIC). Mit derzeit 50 Mitgliedern ist sie die größte Kartenorganisation im deutschsprachigen Raum. Sie setzt auf realitätsnahe Simulation und qualitative Staaten.

### Ultos

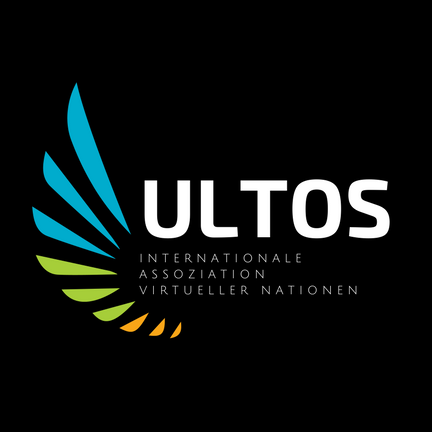
IAVNU-Logo

Ein weiterer Zusammenschluss virtueller Nationen ist die Internationale Assoziation Virtueller Nationen "Ultos" (IAVNU). Gegründet im Jahr 2014 ist die IAVNU eine der jüngeren internationalen Organisationen. Sie zählt derzeit 82 aktive Mitgliedsstaaten. Die Mitgliedsstaaten der IAVNU sind auf einem fiktiven Planeten angeordnet, für den die IAVNU eine physische und politische Weltkarte verwaltet. Der Fokus der IAVNU liegt auf Aktivität und Dynamik sowohl innerhalb als auch zwischen den einzelnen Staaten, z. B. in ökonomischen und militärischen Bündnissen. Die IAVNU zeichnet (beispielsweise durch vollständig fiktive Sprachen, Religionen und Ideologien) ein hoher Virtualitätsgrad aus, der teilweise schon ins Worldbuilding übergeht, trotz dessen sich insgesamt ein möglichst widerspruchsfreies Gesamtbild des Planeten ergibt.

### Ehemalige Organisationen

UVNO-Logo

#### United Virtual Nations Organization
Viele virtuelle Nationen haben sich in einer an die UNO angelehnte Organisation zusammengeschlossen, die sich United Virtual Nations Organization bzw. UVNO nennt. Die UVNO verwaltete bis 2003 eine virtuelle Weltkarte der mikronationalen Welt, Nationenkennzeichen und Telefonvorwahlen, die von der OIK übernommen wurden. Als internationale Organisation genießt die UVNO unter den OIK-Staaten trotz Konzeptlosigkeit und Inaktivität eine gewisse Bedeutung. Die UVNO steht grundsätzlich allen virtuellen Nationen offen. Die UNVO ist seit längerer Zeit inaktiv.

#### Graphein Foundation

GF-Logo

Die Graphein Foundation (kurz: GF) war eine weitere Kartenorganisation, die sich mit ihrer Weltkarte dicht am realen Vorbild hielt. Es gab ethnisch geordnete Kartenplätze, die eine realistischere Kulturvielfalt erreichen sollten. Mit Gründung der AIC verfiel die GF aber zusehends, sodass AIC und GF nun unter dem Namen CartA firmieren.

#### Rat der Nationen

RdN-Logo

Der Rat der Nationen (RdN) war eine internationale Organisation aus Staaten von der CartA-Karte. Er wurde im Juli 2006 von den Gründern als Element der geopolitischen Geschehnisse in der GF-Welt ersonnen und beschränkte sich auf diese Rolle. Aufgrund der Zusammenlegung von AIC- und GF-Welt war die Mitgliedschaft nun für CartA-Mitglieder möglich. Nach einer Phase längerer Inaktivität löste sich der Rat der Nationen am 11. März 2012 einstimmig auf.

#### Organisation für internationale Kartographie
Die OIK war die Organisation für Kartographie und Kommunikation und verwaltete eine eigene Karte sowie internationale Vorwahlen und Staatenkürzel. Auf ihrer Karte waren zwischenzeitlich die meisten deutschsprachigen Nationen verzeichnet. Nach einer längeren Phase der Inaktivität hat sich die OIK durch einen entsprechenden Beschluss der Vollversammlung am 15. Mai 2020 aufgelöst.

## Außerhalb des deutschsprachigen Raums
Auch außerhalb des deutschsprachigen Raums gibt es bereits seit den 1990ern virtuelle Nationen, exemplarisch seien Frankreich, Großbritannien, Polen und Brasilien genannt.

## In der Literatur
In der Literatur wurden und werden ebenfalls viele Staaten bis hin zu ganzen Welten ersonnen (Weltenbasteln) und zudem existieren Parodien auf Textsorten wie Reiseführer zu imaginären Orten.